# Comandante in seconda

Controspallina da comandante in seconda per navi passeggeri e da crociera superiori a 20.000 GT della Marina mercantile italiana.

Il comandante in seconda (in lingua inglese: staff captain) è una figura della gerarchia di marina e/o della Gerarchia di bordo delle navi mercantili della Marina mercantile italiana, come previsto dai contenuti dell'articolo 321 del Codice della navigazione, attualmente vigente in Italia.

## Funzioni
La locuzione è usata per indicare il grado o la funzione a bordo dell'ufficiale superiore che svolge incarico di secondo in comando. Ovvero, incarico di colui che nei momenti di impedimento del titolare comandante della nave, impropriamente detto anche comandante in prima, sempre per esplicita volontà di quest'ultimo, lo sostituisce nell'incarico e nelle funzioni, rilevandolo temporaneamente ed assumendo, per quanto detto, tutte le responsabilità di chi è effettivamente titolare al comando. Tale figura è presente a bordo di tutte le navi da crociera di oltre 20.000 GT ed a bordo di navi da passeggeri di oltre 20.000 GT, quando impiegate in servizi transoceanici di linea.
Sulle navi dove la figura del comandante in seconda non è prevista, le funzioni attribuite a tale grado, vengono demandante ed espletate dal primo ufficiale di coperta, il quale, sulle navi sopra non contemplate, è l'ufficiale che, in ordine gerarchico discendente, segue il comandante. A bordo delle navi delle marine militari l'ufficiale inferiore che segue il comandante nell'organizzazione gerarchica della nave è definito ufficiale in seconda. A bordo delle navi di tutte le marine militari e mercantili del mondo, l'ufficiale secondo in comando, che sia egli nel grado di comandante in seconda, primo ufficiale o ufficiale in seconda, è responsabile dei servizi di bordo, delle attività marinaresche, dell'organizzazione nave e dei rapporti tra le sezioni e della disciplina a bordo. A bordo alle navi da passeggeri impegnate in servizi transoceanici di linea e/o da crociera di qualunque stazza, l'ufficiale in seconda e/o il comandante in seconda, nella gestione della disciplina, è coadiuvato da un capitano d'armi, ovvero un sottufficiale incaricato alla "Polizia di Bordo".

### Fonti normative internazionali
- Legge 21 novembre 1985, n. 739, in materia di "Adesione alla convenzione del 1978 sulle norme relative alla formazione della gente di mare, al rilascio dei brevetti ed alla guardia."
- Decreto del presidente della Repubblica 8 novembre 1991, n. 435, in materia di "Approvazione del regolamento per la sicurezza della navigazione e della vita umana in mare."
- Decreto legislativo 7 luglio 2011, n. 136, in materia di "Attuazione della direttiva 2008/106/CE concernente i requisiti minimi di formazione per la gente di mare."
- Decreto legislativo 12 maggio 2015, n. 71, in materia di "Attuazione della direttiva 2012/35/UE, che modifica la direttiva 2008/106/CE, concernente i requisiti minimi di formazione della gente di mare."

### Testi
- Serena Cantoni, Sali a bordo. Perché scegliere la carriera marittima Archiviato il 3 giugno 2016 in Internet Archive.. Ministero dei trasporti e della navigazione, Roma.